# 纤巧柱属
纤巧柱属（学名：Pygmaeocereus）是仙人掌科的一属。

## 下属物种
本属包括以下物种：
- Pygmaeocereus bieblii Diers
- Pygmaeocereus bylesianus Andreae & Backeb.